# 독립전쟁 전승기념탑

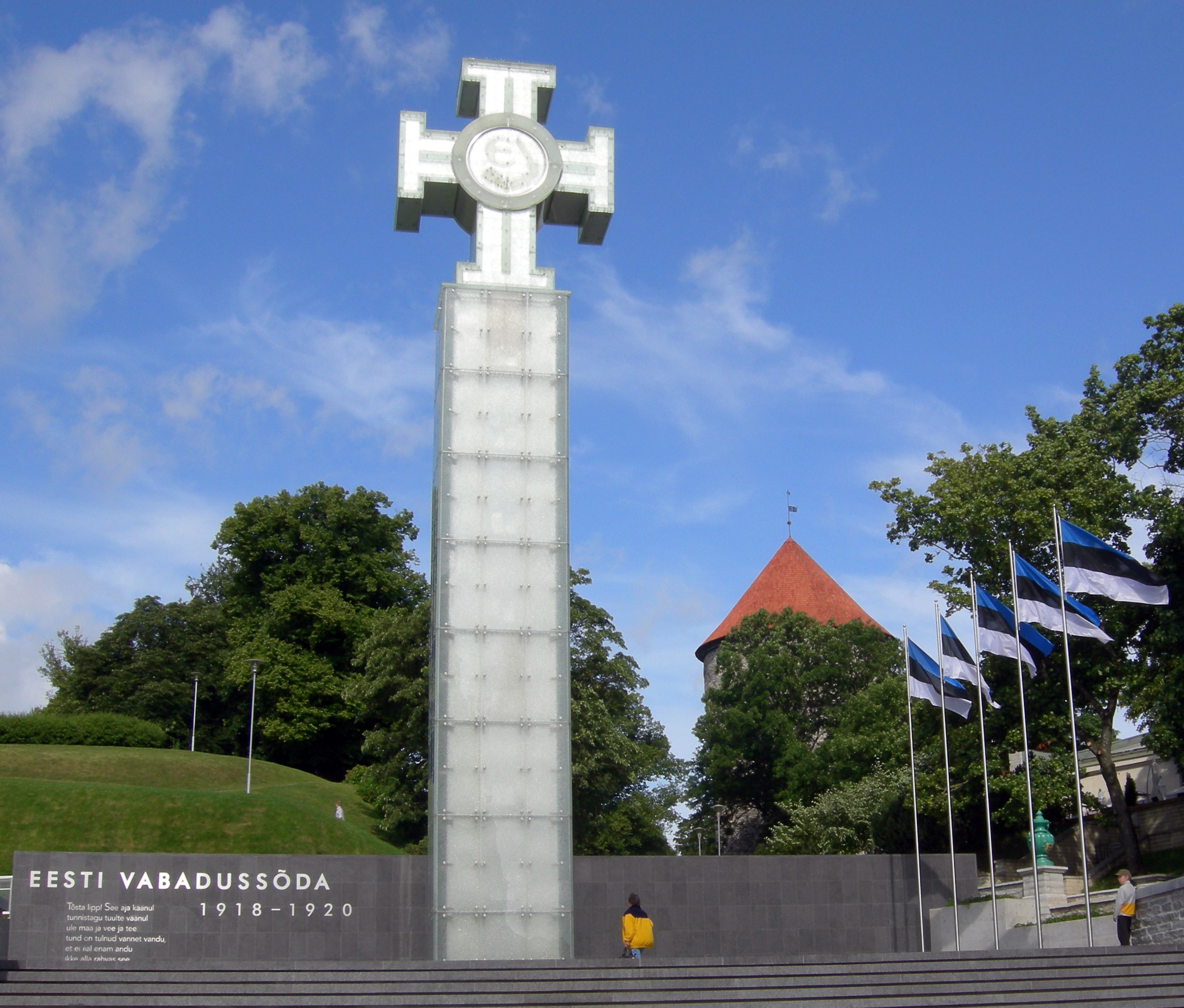
독립전쟁 전승기념탑

독립전쟁 전승기념탑(에스토니아어: Vabadussõja võidusammas)은 에스토니아 탈린 자유광장에 있는 기념비다. 에스토니아 독립전쟁에서 전사한 사람들을 기념하기 위해 2009년 6월 23일에 공개했다. 기둥은 높이가 23.5m이고 143개의 유리판으로 구성되어 있다.